# Vila Nova Conceição
Vila Nova Conceição é um bairro nobre localizado na Zona Sul de São Paulo que pertence ao distrito de Moema, administrado pela Subprefeitura da Vila Mariana. É considerado um dos bairros com maior valor de metro quadrado da cidade. Limita-se com os bairros de Moema, Jardim Lusitânia, Itaim Bibi, Jardim Paulista, Vila Olímpia e o Parque do Ibirapuera.

## História
O bairro tem sua origem em chácaras voltadas à produção de laticínios. Até o século XIX, era uma região essencialmente rural, que fornecia leite e carne para os moradores dos outros bairros que se espalhavam pela capital paulista. Em 1885, com a inauguração de um matadouro na região que hoje é a Vila Clementino, surgiu no Ibirapuera uma estação de bondes, que provocou um desenvolvimento lento, mas contínuo, de seu entorno. No decorrer do século XX, havia na Vila Nova Conceição também chácaras de portugueses e italianos, que comercializavam suas frutas e legumes no mercado da Praça Fernando Prestes. Uma outra área servia de pastagem para o gado, que era levado ao Matadouro Municipal. Em 1916, a prefeitura incorporou ao seu patrimônio uma extensa área na região, que foi preservada pela administração municipal e posteriormente transformada no Parque Ibirapuera.
A Vila Nova Conceição foi oficialmente fundada em janeiro de 1936, com o loteamento de uma fazenda chamada Santa Maria. Os antigos moradores relatam que, até por volta da década de 1950, ainda era possível ouvir o barulho de riachos que ainda não haviam sido soterrados, que depois deram lugar a grandes avenidas. Foi nesse período que a Vila Nova Conceição começou a crescer em extensão e densidade populacional, recebendo investimentos públicos como saneamento básico, pavimentação e iluminação. Mesmo com seu desenvolvimento crescente, na década de 1960 o bairro ainda era considerado um verdadeiro oásis de calma e tranquilidade, com muitas árvores e córregos como o do Sapateiro (onde hoje passa a Avenida Juscelino Kubitschek) e o Uberaba (sobre o qual foi construída a Avenida Hélio Pellegrino). O bairro, considerado uma extensão da região do Parque Ibirapuera devido sua concentração de áreas verdes, sofreu a partir da década de 1950 um grande crescimento populacional. Este fato fez com que fossem tomadas medidas que garantissem a preservação das características originais da área.
Foi somente a partir dos anos 1980, devido ao esgotamento dos imóveis nos Jardins e no Itaim Bibi, que o pequeno quadrilátero entre o Parque Ibirapuera, a Avenida Santo Amaro, as ruas Antônio Joaquim de Moura Andrade e Afonso Brás passou a ser visado pelo mercado imobiliário. Desde então, os antigos casarões da Vila Nova Conceição foram demolidos e deram lugar a edifícios de alto padrão, o que desencadeou uma rápida verticalização do bairro. Devido a sua arborização e a proximidade com o  seu território foi valorizado atraindo grandes investimentos imobiliários, com isso houve a mudança do perfil socioeconômico de seus moradores. Até 1995 recebeu estabelecimentos comerciais, voltados à comunidade local. Devido à oportunidade que o bairro gerava por causa de seus moradores de alto poder aquisitivo, negócios comerciais ocuparam áreas irregulares, em zonas predominantemente residenciais, este foi o caso da sofisticada butique Daslu.
Após a década de 1990 ocorreram grandes obras que influenciaram tanto no comércio quanto no tráfego automotivo, foram os casos da Avenida Hélio Pellegrino, Complexo Viário Ayrton Senna e o corredor de ônibus na Avenida Santo Amaro. As calçadas da última avenida citada foram reduzidas, tornando difícil o acesso às pequenas lojas lá presentes. Estas por sua vez fecharam suas portas e procuraram outros locais, entre os quais o bairro em questão. O aumento do movimento na região fez com que o trânsito que somente era presente na avenida, surgisse também nas ruas do bairro.
No ano de 2010 foi lançado um site, de cunho publicitário, com imagens em 360 graus de algumas vias do bairro, parecido com o Google Street View. O sítio digital foi criado com o intuito de promover o Citroën Aircross, novo carro da marca.

## Atualidade
Hoje, a Vila Nova Conceição é conhecida por ser um dos bairros mais caros e exclusivos de São Paulo. A área possui uma infraestrutura completa, com escolas renomadas, hospitais de excelência, e uma vasta oferta de serviços e comércio de luxo. O perfil dos moradores é majoritariamente formado por executivos, empresários e personalidades do meio artístico e cultural. Além do Parque Ibirapuera, que oferece uma vasta gama de atividades culturais e de lazer, a Vila Nova Conceição também abriga diversas galerias de arte, cafés charmosos e restaurantes de alta gastronomia. Essa combinação de fatores faz do bairro um ponto de encontro para amantes da cultura e da boa culinária.
Apesar de sua aura de exclusividade, a Vila Nova Conceição enfrenta desafios comuns aos bairros de alto padrão, como a pressão por novas construções e a necessidade de preservar áreas verdes e a identidade local. No bairro existem 214 condomínios de edifícios residenciais, que comportam 6014 apartamentos. A Vila Nova Conceição é um bairro bastante verticalizado, cuja média de altura dos prédios é superior aos 17 andares. Além dos edifícios, existem centenas de casas residenciais e imóveis comerciais como lojas ou escritórios. O território do bairro considerado pequeno, com uma área total de apenas 1.080.000 m². Os espaços disponíveis para a incorporação de novos empreendimentos residenciais torna o preço do metro quadrado do bairro um dos mais caros da região. Apresenta três organizações da sociedade civil que ajudam na manutenção urbanística do bairro: a Associação dos Moradores da Vila Nova Conceição, a Associação Parque Ibirapuera Conservação e a Associação dos Amigos da Praça Pereira Coutinho.
A ocupação do solo do bairro, ou seja, as construções ali presentes respeitam normalmente as leis de zoneamento. A grande quantidade de edifícios altos é permitida na Vila Nova Conceição segundo esta Lei. Há também uma grande quantidade de praças e árvores no bairro, sendo a principal delas a Praça Pereira Coutinho, que abriga edifícios de alto padrão, lojas e restaurantes luxuosos. O preço do metro quadrado do bairro é um dos mais elevados da cidade. Algumas coberturas e apartamentos grandes (com áreas acima dos 700m²) podem chegar a custar mais de 25 milhões de reais. O bairro nobre é uma "Zona de Valor A", classificação do CRECI, tal como: Higienópolis, Jardim América e Pacaembu. Junto com Moema, VNC é um dos bairros paulistanos mais preferidos pelos cariocas. É comum ouvir o típico dialeto carioca nos bares e restaurantes da região.
Em sua extensão localizam-se um câmpus da FMU, a Escola Estadual Martim Francisco e os consulados: letão e turco.
Em 2024 em um ranking feito pelo jornal O Estado de São Paulo o bairro apresentava uma via entre os 10 maiores metros quadrados do país para compra de imóveis: Av. República do Líbano (R$ 38.897) - 9° lugar, além de uma via para aluguel de imóveis: R. Prof. Atílio Innocenti (R$ 183,00) - 4° lugar.

### Moradores e ex-moradores
- Clodovil Hernandes (1937-2009), estilista, apresentador de TV e político[16]
- Marina Silva, Ex-Senadora[17]